# Louis Mende

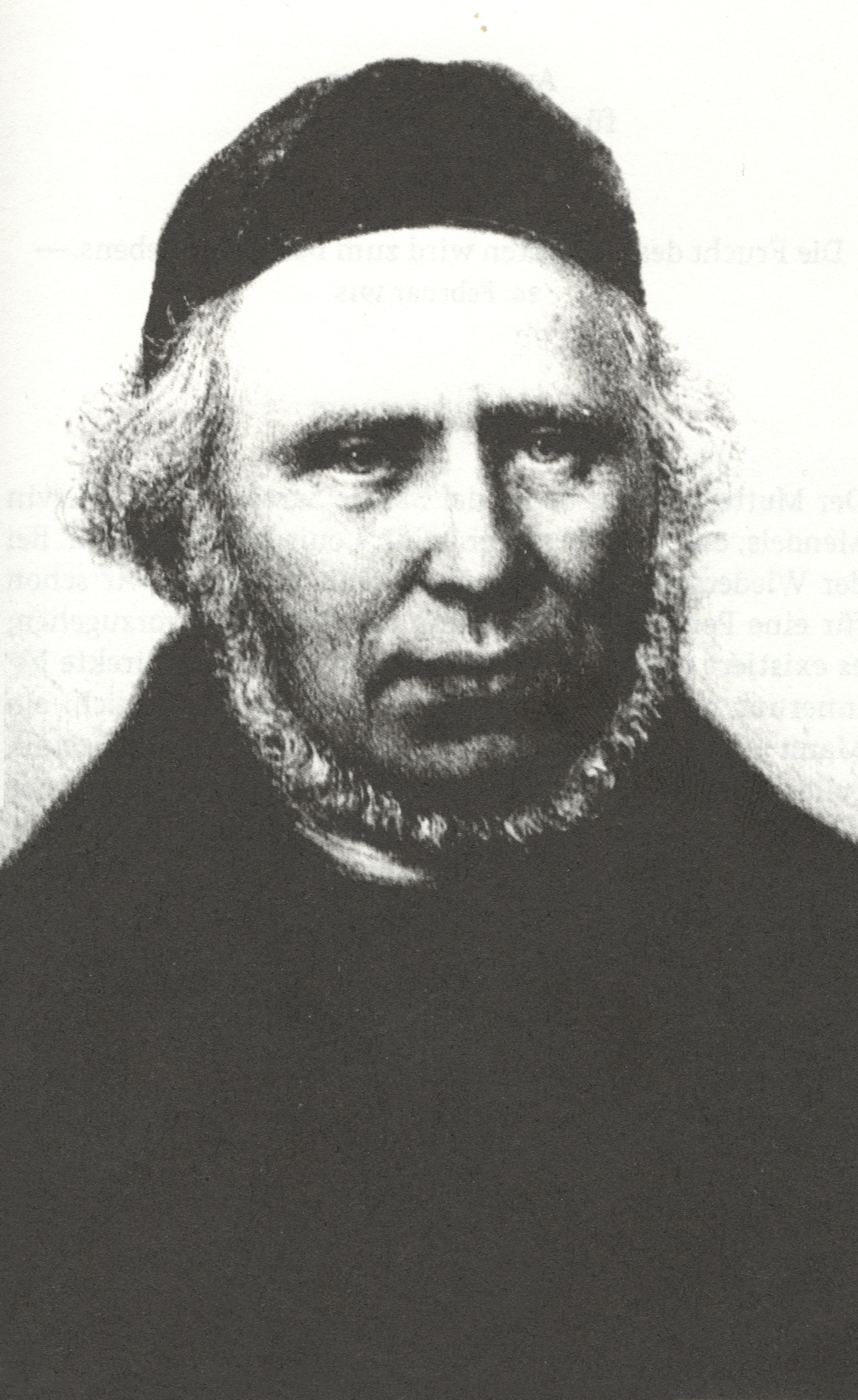
Louis Mende, um 1855

Louis Mende (Geburtsname Levin Mende; geb. 1782 in Frankfurt (Oder), Königreich Preußen; gest. 12. März 1857 in Frankfurt (Oder)) war ein deutscher Bankier und Wohltäter.

## Leben
Mendes Eltern waren Isaac Mende (geb. 1738; gest. 1785) und Sarah Mende geb. Praeger (geb. 1751 in Frankfurt (Oder); gest. 1822 ebenda). Mende hatte sechs ältere Geschwister: Esther (1767), Teiche (1769), Hanne (1773), Tscharne (1776; starb im ersten Jahr), Itzig (1777; starb im ersten Jahr) und Vogele (1779) und eine jüngere Schwester: Rahel (1783).
Juden lebten noch während Mendes Kindheit in ghettoartiger Abgeschlossenheit und unter strengen Auflagen in Frankfurt. In Frankfurt durften nur 40 vergleitete (das heißt mit einem Schutzbrief ausgestattete) Familien dauerhaft wohnen, die insgesamt nur 24 Häuser besitzen durften. Das Ansiedlungsrecht durfte nur an erstgeborene Kinder, gegen Zahlung einer hohen Gebühr vererbt werden. Als Erwerb stand ihnen nur der Kleinhandel offen, jedoch durften sie nicht mit Materialwaren handeln. Als Materialwaren wurden in Nord- und Mitteldeutschland alle Waren bezeichnet, die gewöhnliche Kleinhandlungen ausmachten, zum Beispiel Kolonialwaren, Gewürze und Zucker. Somit blieb den Juden nur der Handel mit gebrauchter Kleidung, Meterware (Kleiderstoffen) und Geld.
Mendes Mutter kämpfte nach dem Tod ihres Ehemannes 1785, als 34-jährige Witwe ohne Schulbildung, lange, um das Haus und die Geschäfte ihres Mannes nicht zu verlieren. Erschwert wurde der Neustart durch hohe Sonderabgaben (wie das sogenannte Judenporzellan), die Juden unter Friedrich dem Großen leisten mussten. Sie war bis ins hohe Alter im Kleinhandel tätig, um ihre Familie und sich ernähren zu können.
Mende erhielt wider damaligen orthodoxen jüdischen Glauben auch eine deutschsprachige Schulausbildung. Noch um 1745 war ein Jude, der von einem Orthodoxen ertappt worden war, dass er ein deutsches Buch bei sich trug, auf Antrag der Gemeinde aus Berlin gewiesen worden. Schon 1797, also mit 15 Jahren, betrieb Mende einen Teehandel. Er machte eine Kaufmannslehre und begann ein Geldwechselgeschäft aufzubauen. Ermöglicht durch das preußische Emanzipationsedikt von 1812 und begünstigt durch den wirtschaftlichen Aufschwung in Folge der Preußischen Reformen konnte er sich zum angesehenen Bankier hocharbeiten. In seinem Verlobungsvertrag von 1816 wird als Beruf Bankier angegeben. In einem Dokument von 1820 wird er als „der angesehene Banquier L. Mende aus Frankfurt a/O“ bezeichnet.
Levin Mende nannte sich ab 1813 Louis Mende. Die Namensänderung war ihm offensichtlich sehr wichtig. Am 22. April 1812 hatte die kurmärkische Regierung den Antrag des Frankfurter Magistrats, Mendes Namen von Levin in Louis zu ändern, abgelehnt. Begründet wurde es damit, dass das Emanzipationsedikt noch nicht in Kraft getreten sei. Dies war erst am 11. März der Fall. Am 29. März 1813 erhielt Mende den Bürgerbrief der Stadt Frankfurt. Darauf ist der Vorname Levin eingetragen, der später mit Louis überschrieben wurde.
Ende 1813 heiratete Mende die aus Müncheberg stammende Witwe Sophie Fränkel, geb. Bendix. Sie brachte eine Tochter in die Ehe ein: Amalie Steinitz geb. Fränkel. Das Paar bekam eine Tochter, Ernestine Jaffé geb. Mende (geb. 12. November 1815 in Frankfurt (Oder); gest. 29. November 1891 in Berlin). Sophie starb im zweiten Ehejahr.

Am 30. Dezember 1816 verlobte sich Mende mit Cheile Markus (genannt Line, Lina, Caroline, Heile; geb. 1799; gest. 1. Januar 1854). Das Paar heiratete 1817 und bekam neun Kinder, von denen zwei im ersten Lebensjahr starben. Erwachsen wurden Cäcilie Pariser geb. Mende (1818–1852), Bertha Pariser verw. Bamberger geb. Mende (1821–1903), Moritz Mende (1822), Eduard Mende (1824–1889), Marianne Kuh geb. Mende (1826–1877), Adolph Mende (1828–1873) und Paul Mende (1832–1908).

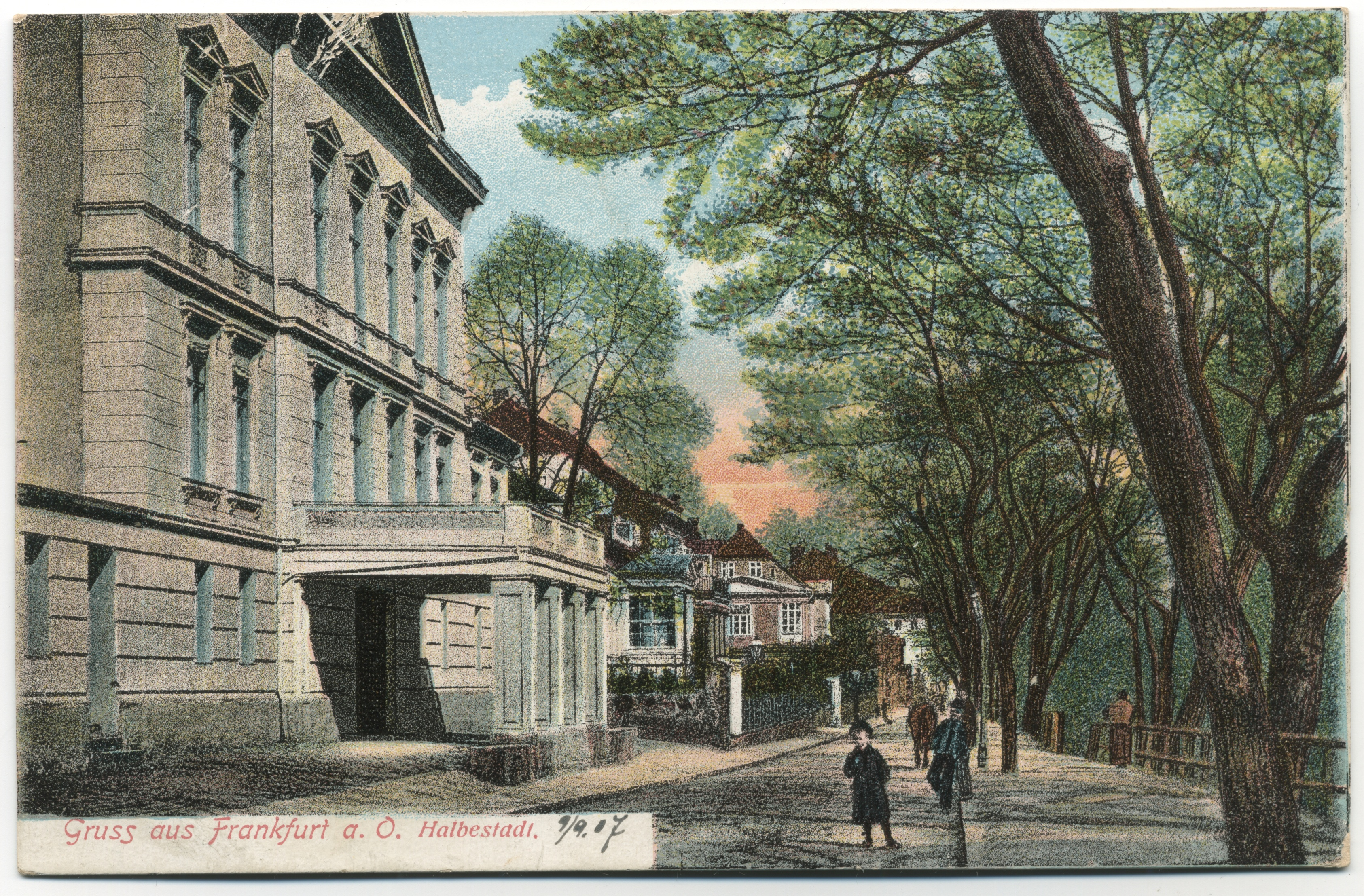
Haus Halbe Stadt 7 um 1907

Die Familie wohnte und arbeitete in dem ererbten zweigeschossigen Haus in der Jüdenstraße nahe der Ecke zur Scharrnstraße in der Nähe des Marktplatzes. Um 1835 wurde eine repräsentative Villa mit der Anschrift Halbe Stadt 7 erbaut und bezogen.

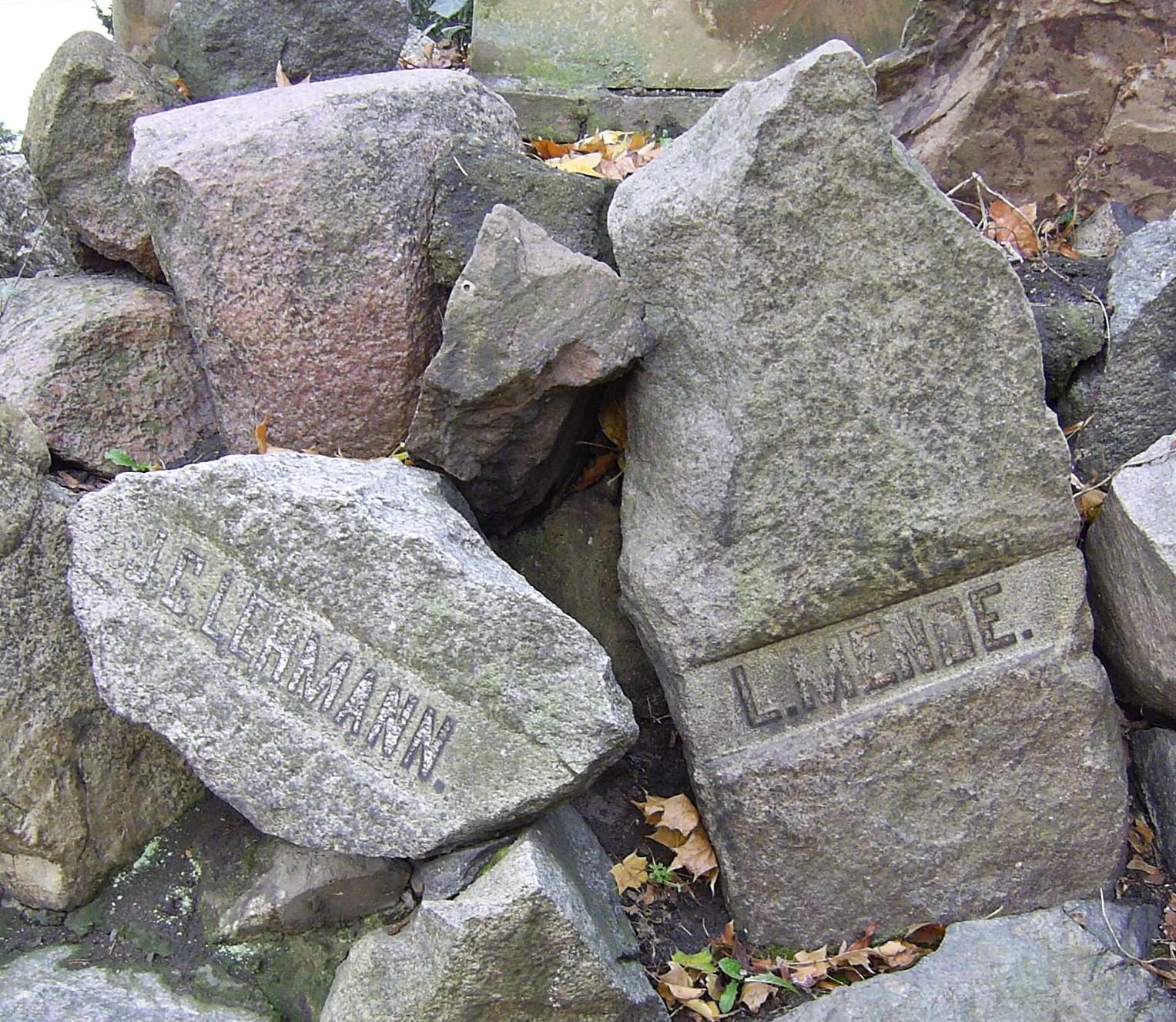
L. Mendes Name auf dem Denkmal für die Wohltäter der Bürgerparks Lennépark in Frankfurt (Oder) von 1888

Mende überlebte seine zweite Frau um drei Jahre, bis er 75-jährig einem Schlaganfall erlag. In Kondolenzbriefen, Nachrufen und der Grabrede des Rabbiners wurde seine Wohltätigkeit ungeachtet der Konfession der Bedürftigen gerühmt. Mende muss wesentlich zur Entstehung des Frankfurter Bürgerparks Lennépark beigetragen haben, denn sein Name wurde auf dem Schöpferdenkmal verewigt.

## Rezeption
Louis Mende verschwand nach seinem Tod trotz seines Ansehens völlig aus dem öffentlichen Gedächtnis. Sein Name auf dem Denkmal für die Schöpfer des Lennéparks, abgekürzt auf „L. Mende“ konnte bis Anfang der 2020er keiner Person zugeordnet werden. Dies mag dazu geführt haben, dass sein Name nach der Machtergreifung der Nationalsozialisten 1933 nicht getilgt wurde. 2012 wurde auf einer Infotafel am Denkmal spekuliert, dass es sich bei „L. Mende“ um einen Bankier gehandelt haben könnte, da eine entsprechende Quittung aufgefunden wurde.
Im Eintrag zum Haus Halbe Stadt 7 als Baudenkmal wird sein Name nicht erwähnt.
1950 schrieb die Nachfahrin Käthe Mende ihre Erinnerungen auf. Ihre aus Nazi-Deutschland geflohene Familie war in der Welt verstreut. Sie schickte an alle Mendes, deren Adressen sie hatte, ihre auf Schreibmaschine getippte „Geschichte der Familie Mende aus Frankfurt an der Oder“.
Die aus Frankfurt stammende Judaistin Katja Martin an der Uni Potsdam fand die Memoiren Käthe Mendes und ihres Cousins Max Bamberger zufällig im Archiv des New Yorker Leo-Baeck-Instituts. Die Manuskripte von Bamberger und Mende zeichnen ein exemplarisches Bild einer Familie des liberalen deutsch-jüdischen Bürgertums im 19. Jahrhundert. Durch viele Anekdoten wird zudem die Stadtgeschichte einer preußischen Mittelstadt aus jüdischer Perspektive dargestellt.
Zusammen mit der Frankfurter Historikerin Magda Abraham-Diefenbach, die zum jüdischen Friedhof in Słubice forschte, bereitete sie eine Veröffentlichung der Memoiren vor. 2018 nahm Martin Kontakt mit einer Mende-Nachfahrin in den USA auf, die Familienfotos zur Verfügung stellte.
Ergänzt werden die Memoiren in der Veröffentlichung durch historische Einordnungen und Erläuterungen sowie eine Einführung in die Geschichte des jüdischen Frankfurts. Hervorgegangen ist die Edition aus einem langjährigen gemeinsamen Forschungsprojekt der Jüdischen Studien an der Universität Potsdam unter der Leitung von Michael Heinzmann und Katja Martin mit dem Institut für angewandte Geschichte – Gesellschaft und Wissenschaft im Dialog e.V. unter der Leitung von Magdalena Abraham-Diefenbach und Markus Nesselrodt und dem Selma Stern Zentrum für Jüdische Studien Berlin-Brandenburg, gefördert und unterstützt durch die Szloma-Albam-Stiftung.